# Bryaceae
Die Bryaceae oder Birnmoosgewächse sind eine weltweit verbreitete Moos-Familie. Ihren deutschen Namen haben sie von ihrer birnförmigen Kapsel, die nie aufrecht, sondern immer hängend oder nickend ist.

## Merkmale
Die Stämmchen sind meist aufrecht. Die Blätter sind eiförmig bis eiförmig-lanzettlich. Die Rippe ist kurz und endet vor der Blattspitze. Die Zellen der Blattspreite haben eine etwas verlängerte, sechseckige Form oder sind langgestreckt (prosenchymatisch). Sie sind jedoch fast nie so rundlich wie bei der nahe verwandten Familie Mniaceae. 
Die Kapsel ist eiförmig bis zylindrisch, besitzt einen Hals und ist meist geneigt oder nickend. Das Peristom ist doppelt.

## Vorkommen
Die Familie ist weltweit verbreitet. Die meisten Arten wachsen vorwiegend auf Erde, weniger häufig auf Fels oder Rinde. Besonders häufig sind sie auf offenen Pionier- und gestörten Standorten, daher oft auch in von Menschen geprägter Umgebung.

## Systematik
Die Bryaceae umfassen 10 Gattungen mit rund 660 Arten. Die Gattungen sind:
- Acidodontium
- Anomobryum, auch in Mitteleuropa
- Brachymenium
- Bryum (Birnmoose), auch in Mitteleuropa
- Haplodontium
- Imbibryum
- Mielichhoferia, besonders auf schwermetallhaltigen Felsen
- Perssonia
- Rhodobryum, auch in Mitteleuropa
- Roellia